# Супермен 2
Супермен 2 (енгл. Superman II) је британско-амерички суперхеројски филм из 1981. у режији Ричарда Лестера и други од четири филма из оригиналног серијала, у којима улогу Супермена тумачи Кристофер Рив.
Филм је првобитно почео да снима редитељ првог дела Ричард Донер, који је снимио 75% материјала (укључујући и сцене са Марлоном Брандом), али је Донер потом отпуштен под контроверзним околностима, а уместо њега је као редитељ ангажован Ричард Лестер. Да би могао да буде потписан као редитељ, Лестер је поново снимио већи део филма, уз нови алтернативни почетак и крај. Сцене са Марлоном Брандом су одбачене због тужбе коју је Брандо поднео поднео против Ворнер Брадерса.
Године 2006. на ДВД-у и Блу-реју издата је алтернативна верзија филма у режији Ричарда Донера, која садржи и претходно изостављене сцене.

## Радња
Непосредно пред уништење планете Криптон, криминалци Генерал Зод, Урса и Нон су осуђени на прогонство у Фантомску зону. Годинама касније, Фантомску зону у близини Земље разбије ударни талас хидрогенске бомбе, коју су на Ајфелову кулу у Паризу подметнули терористи прерушени у мајсторе, а коју је Супермен бацио у свемир приликом спасавања. Криминалци су ослобођени и изненађени новостеченим супермоћима које им пружа жута Сунчева светлост.
У међувремену, Лекс Лутор бежи из затвора уз асистенцију своје девојке Ив Тешмахер, оставивши за собом свог саучесника Отиса. Њих двоје, приметивши да Супермен често путује на Арктик, проналазе Суперменову Тврђаву самоће и, случајно активиравши енергетски кристал са интерактивном вештачком интелигенцијом Суперменове мајке Ларе, сазнају за везу између Супермена, Џор-Ела и Зодове банде.
Главни уредник листа "Дејли Планет", Пери Вајт, шаље новинара Кларка Кента (што је тајни Суперменов идентитет) и његову колегиницу Лоис Лејн на Нијагарине водопаде. Лоис сумња да су Кларк и Супермен иста особа након што је Кларк одсутан када се Супермен појави да спасе једно дете од пада. Те ноћи, када Кларк извади своје наочаре из упаљеног камина, Лоис открије да му је рука без икаквих опекотина, након чега је приморан да призна да је он Супермен. Он је одведе у своју Тврђаву самоће на Арктику и покаже јој трагове своје прошлости сачуване у енергетским кристалима. Супермен се заљуби у Лоис и изрази жељу да проведе живот с њом. Након консултације са вештачком интелигенцијом своје мајке, Супермен неутралише своје супермоћи изложивши се црвеној светлости криптонског сунца у за то предвиђеној кристалној комори, након чега постаје обичан смртник. Кларк и Лоис проведу ноћ заједно, а потом напусте Тврђаву и врате се са Арктика аутостопом. Стигавши у један ресторан, Кларка претуче камионџија по имену Роки.
У међувремену, Зодова банда, након привикавања на Земљу, одлети до Беле куће, приморавши америчког председника да се преда у име читаве планете током директног међународног телевизијског преноса. Након што председник јавно позове Супермена да спасе Земљу, Генерал Зод захтева да "тај" Супермен (још не знајући о коме се ради) дође и клекне пред њим. Кларк и Лоис сазнају за Зодов освајачки поход видевши директан ТВ пренос у ресторану, а Кларк, схвативши да човечанство не може самостално да се бори против Зода, покушава да поврати своје супермоћи.
Лекс Лутор налази Зода у Белој кући и саопштава му да је Супермен син Џор-Ела, њиховог тамничара, нудећи му да га одведе до Супермена у замену за власт над Аустралијом. Троје Криптонаца се удружују са Лутором и проваљују у канцеларије "Дејли Планета". Супермен стиже, пронашавши у међувремену зелени кристал који му враћа супермоћи, и ступа у битку са трочланом Зодовом бандом. Зод схвати да је Суперману стало до земаљских људи и користи ту његову слабост претећи пролазницима. Супермен схвати да је једини начин да заустави Зодову банду да их намами у Тврђаву. Супермен одлети, а Зод, Урса и Нон крећу за њим, киднаповавши Лоис и повевши са собом Лутора. Стигавши до Тврђаве, Зод одлучи да им Лутор више није потребан и планира да убије и њега и Супермена. Супермен покушава да наговори Лутора да намами сво троје у кристалну комору како би их лишио супермоћи, али Лутор, у жељи да се додвори натраг Зоду, открива зликовцима тајну у вези са комором. Зод, претећи да ће убити Лоис, примора Супермена да уђе у комору и нареди Лутору да је активира. Након лишавања супермоћи, Зод нареди Супермену да коначно клекне пред њим и закуне му се на вечну оданост, али Зодова шака се поломи од Суперменовог стиска, након чега га Супермен баци у пукотину у леду. Лутор схвати да је Супермен преокренуо комору како би изложио тројац црвеним светлосним зрацима који су их лишили супермоћи, док је Супермен унутар коморе био заштићен од њих. Нон упада у другу пукотину приликом покушаја да је прелети, а Лоис баци Урсу у трећу. Супермен се враћа у САД, вративши Лутора у затвор, а Лоис кући.
Сутрадан, у "Дејли Планету", Кларк налази Лоис узрујану што зна његову тајну, а не сме да му се отвори по питању својих истинских осећања према њему. Кларк је пољуби, употребивши своје телепатске моћи да јој избрише сећања од претходних неколико дана, а потом сврати до оног истог ресторана, у којем је прошли пут (као обичан смртник) добио батине, да врати мило за драго камионџији Рокију.
Након тога, Супермен прионе да санира сву штету коју су проузроковали Зод и његова банда, вративши америчку заставу на Белу кућу и рекавши председнику да више никада неће напустити своје дужности.

## Улоге
| Глумац        | Улога                 |
| ------------- | --------------------- |
| Кристофер Рив | Кларк Кент / Супермен |
| Џин Хекман    | Лекс Лутор            |
| Нед Бејти     | Отис                  |
| Џеки Купер    | Пери Вајт             |
| Марго Кидер   | Лоис Лејн             |
| Валери Перајн |                       |
| Марк Маклур   | Џими Олсен            |
| Теренс Стамп  | Генерал Зод           |
| Сара Даглас   | Урса                  |
| Џек О`Халоран | Нон                   |
| Сузана Јорк   | Лара                  |
| Клифтон Џејмс | шериф                 |
| Е. Џ. Маршал  | председник            |

## Зарада
- Зарада у САД - 108.185.7068 $